# Tony Church
James Anthony "Tony" Church (Londen, 11 maart 1930 - aldaar, 25 maart 2008) was een Brits acteur. Hij was bekend om zijn Shakespeare-vertolkingen, zowel op toneel als op scherm.

## Filmografie
- As You Like It (1963)
- Sunday Night (1966)
- Work Is a 4-Letter Word (1968)
- As You Like It (1978)
- Tess (1979)
- Henry VIII (1979)
- The Plague Dogs (1982)
- Krull (1983)

## Televisieseries
- BBC Sunday-Night Theatre (1957)
- The Gentle Killers (1957)
- The Verdict Is Yours (1958)
- Charlesworth at Large (1958)
- The Invisible Man (1959)
- Charlesworth (1959)
- The Life and Death of Sir John Falstaff (1959)
- The Voodoo Factor (1960)
- The Terrible Choice (1960)
- Artists' Notebooks (1964)
- ITV Play of the Week (1967)
- Edward & Mrs. Simpson (1978)
- The Professionals (1978)
- Lillie (1978)
- The Devil's Crown (1978)
- Horse in the House (1979)
- BBC2 Play of the Week (1979)
- Enemy at the Door (1980)
- The Sandbaggers (1980)